# 超級感光耦合元件

Super CCD 使用八邊形的嵌埋光電二極體

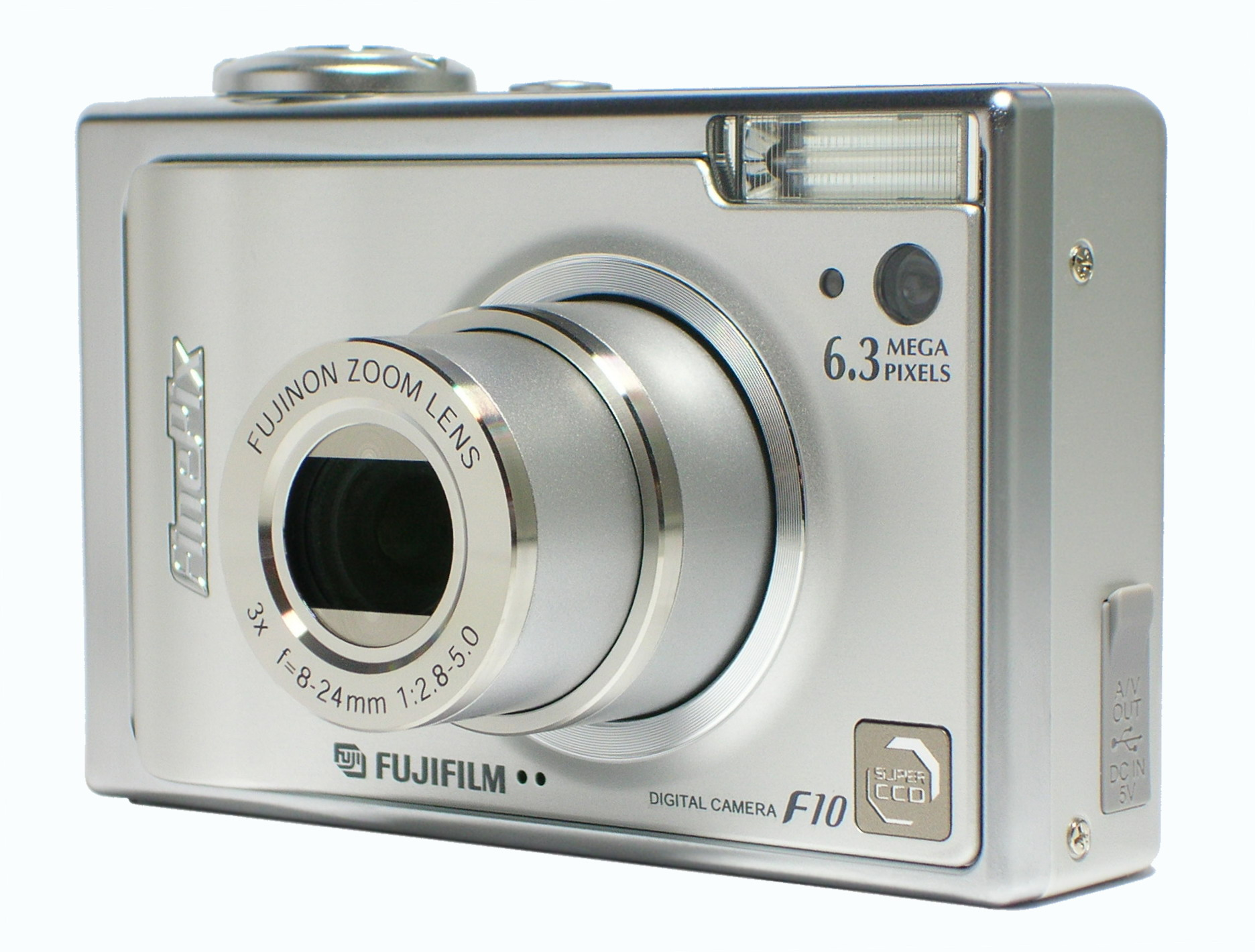
FinePix F10具有630萬像素並搭載HR。

超級感光耦合元件（英語：Super CCD）是1999年由日本富士所發展出的一種自家的感光耦合元件。Super CCD感應器使用八邊形的嵌埋光電二極體, 較傳統的四邊形的光電二極體有很大的不同，傳統的x-y陣列被旋轉45度，因此畫素呈對角線排列，n型基板上採用了p阱(p-well)方法。
2001年富士榮獲了 Walter Kosonocky 獎。2003 年1月21日Fujifilm 公布第四代的SuperCCD感應器, 有二種版本: SuperCCD HR 和 SuperCCD SR.HR 是指 "High Resolution" 至於SR 是指 "Super dynamic Range". 2008年9月富士又發表了Super CCD EXR的技術，將HR與SR的技術整合進同一片晶片內。採用Super CCD HR技術的Finepix E550搭載了630萬的有效畫素，配合虛擬畫素，畫素容量達1,230萬。